# Бенам (Кентаки)
Бенам (енгл. Benham) град је у америчкој савезној држави Кентаки.

## Демографија
По попису из 2010. године број становника је 500, што је 99 (-16,5%) становника мање него 2000. године.
| Група             | 2000.       | 2010.       |
| Белци             | 530 (88,5%) | 464 (92,8%) |
| Афроамериканци    | 59 (9,8%)   | 33 (6,6%)   |
| Азијати           | 1 (0,2%)    | 0 (0,0%)    |
| Хиспаноамериканци | 3 (0,5%)    | 0 (0,0%)    |
| Укупно            | 599         | 500         |